# Боровеньківська сільська рада
Борове́ньківська сільська́ ра́да — колишній орган місцевого самоврядування в Лебединському районі Сумської області. Адміністративний центр — село Боровенька.

## Загальні відомості
- Населення ради: 773 особи (станом на 2001 рік)

## Населені пункти
Сільській раді були підпорядковані населені пункти:
- с. Боровенька
- с. Бурівка
- с. Семенівка

## Склад ради
Рада складалася з 14 депутатів та голови.
- Голова ради: Некипілий Анатолій Іванович
- Секретар ради: Капліна Любов Федорівна

### Керівний склад попередніх скликань
| Прізвище, ім'я, по батькові | Основні відомості                                                          | Дата обрання | Дата звільнення |
| --------------------------- | -------------------------------------------------------------------------- | ------------ | --------------- |
| Коваленко Лідія Миколаївна  | Сільський голова, 1954 року народження, член Соціалістичної партії України | 26.03.2006   | 30.06.2009      |
| Некіпілий Анатолій Іванович | Сільський голова, 1961 року народження, безпартійний                       | 20.06.2010   | 31.10.2010      |
| Некипілий Анатолій Іванович | Сільський голова, 1961 року народження, освіта вища, член Партії регіонів  | 31.10.2010   |                 |

Примітка: таблиця складена за даними сайту Верховної Ради України